# ليوناردو سواريز
ليوناردو سواريز (30 مارس 1996 في الأرجنتين - ) (بالإسبانية: Leonardo Gabriel Suárez) هو لاعب كرة قدم أرجنتيني في مركز جناح ‏. شارك مع منتخب الأرجنتين تحت 17 سنة لكرة القدم ومنتخب الأرجنتين تحت 20 سنة لكرة القدم. أما مع النوادي، فقد لعب مع بوكا جونيورز وريال بلد الوليد ونادي فياريال ب.

## وصلات خارجية
- ليوناردو سواريز على موقع إي إس بي إن إف سي (الإنجليزية)
- ليوناردو سواريز على موقع قاعدة بيانات كرة القدم.إي يو (الإنجليزية)
- ليوناردو سواريز على موقع Soccerway.com (الإنجليزية)